# Kamenec pod Vtáčnikom
Kamenec pod Vtáčnikom je obec na Slovensku, v okrese Prievidza v Trenčínském kraji. Žije v ní přibližně 1 700 obyvatel. První písemná zmínka o vesnici je z roku 1355. V Hornom Kamenci stojí římskokatolický kostel Všech svatých z poloviny 16. století. V katastrálním území obce leží přírodní rezervace Makovište, přírodní památka Končitá a zasahuje do něj část národní přírodní rezervace Vtáčnik.